# Colepia ignicolor
Colepia ignicolor là một loài ruồi trong họ Asilidae. Colepia ignicolor được Daniels miêu tả năm 1987. Loài này phân bố ở miền Australasia.